# Huangjialingxiang (ort i Kina, Hunan Sheng, lat 25,20, long 111,42)
Huangjialingxiang (kinesiska: 黄甲岭乡) är en ort i Kina. Den ligger i provinsen Hunan, i den södra delen av landet, omkring 370 kilometer sydväst om provinshuvudstaden Changsha. Antalet invånare är 12 901. Befolkningen består av 5 976 kvinnor och 6 925 män. Barn under 15 år utgör 22,0 %, vuxna 15-64 år 68 %, och äldre över 65 år 8,0 %.
Runt Huangjialingxiang är det ganska tätbefolkat, med 149 invånare per kvadratkilometer. Närmaste större samhälle är Shangjiangxuzhen, 17,0 km norr om Huangjialingxiang. I omgivningarna runt Huangjialingxiang växer huvudsakligen savannskog.
Genomsnittlig årsnederbörd är 2 015 millimeter. Den regnigaste månaden är april, med i genomsnitt 297 mm nederbörd, och den torraste är oktober, med 46 mm nederbörd.